# Rally Safari de 2025
El Rally Safari de 2025, oficialmente 73rd Safari Rally Kenya, fue la septuagésima tercera edición y la tercera ronda de la temporada 2025 del Campeonato Mundial de Rally. Se celebró del 19 al 23 de marzo y contó con un itinerario de veintiún tramos sobre tierra que sumaron un total de 384,86 km cronometrados. Esta prueba fue también la tercera ronda de los campeonatos WRC-2 y WRC-3.
Elfyn Evans, del Toyota Gazoo Racing WRT, consiguió su segunda victoria de la temporada en el Campeonato del Mundo de Rally. Evans y su copiloto Scott Martin salieron airosos de un agotador rally de desgaste de 21 etapas con una victoria por 1:09.9 sobre Ott Tänak de Hyundai. El vigente campeón del mundo, Thierry Neuville, fue tercero a 3:32.0 de Evans, lo que supuso el mejor resultado de Hyundai en el Safari. La victoria de Evans fue la primera de un piloto británico en el Rally Safari desde el triunfo de Colin McRae en 2002. Evans lideró el rally tras ganar la super especial del jueves en Nairobi, la capital de Kenia, pero cayó al quinto puesto tras la segunda etapa. Evans se disparó rápidamente en la clasificación hasta situarse segundo, a 24,4s de Tänak, que dominó la mañana del viernes al ganar tres de las cuatro etapas. El liderato cambió en la novena etapa cuando el i20 N Rally1 de Tänak, que corría sin las mejoras de 2025, sufrió un fallo en el eje de transmisión que ascendió a Evans al liderato. A pesar de sufrir dos pinchazos y un par de trompos cuando la lluvia torrencial creó algunas de las peores condiciones en la historia del evento el sábado, Evans conservo la cabeza. El domingo por la mañana hubo un breve susto cuando el Toyota de Evans tuvo un problema que se solucionó en un tramo de carretera. Evans optó por no luchar por los puntos del Super Sunday y Power Stage, pero aun así abandonó la prueba con 27 puntos y una ventaja de 36 puntos sobre Neuville, el mayor margen de un piloto después de tres pruebas en la historia del WRC.
En el WRC-2, el ganador de la prueba fue el británico Gus Greensmith quien consiguió su segunda victoria consecutiva en esta prueba es su categoría. Greensmith y Jan Solans llegaban a la final del Rally Safari de Kenia]] el domingo con todo en juego, con el liderato del WRC-2 prácticamente a la altura de tan solo 5,8 segundos tras un agotador sábado. El líder de la noche, Kajetan Kajetanowicz, fue la primera baja importante del día, afectado por la rotura de un perno de la suspensión trasera. Finalmente, logró poner en marcha su Toyota GR Yaris Rally2, no sin antes perder más de media hora. Cuando Solans volco durante la segunda etapa del domingo, el duelo entre Greensmith/Andersson y Solans/Sanjuan finalmente se decidió. Para los tres tramos restantes, Greensmith mantuvo la cabeza fría y manejó hacia la victoria.
En el WRC-3, el ganador fue el local Nikhil Sachania quien se hizo con la victoria tras el abandono del líder de la prueba Naveen Puligilla en la penúltima etapa por problemás mecánicos.

## Lista de inscritos
| Num.                       | Piloto                      | Copiloto                   | Equipo                      | Automóvil                | Neu.                     |
| World Rally Championship   | World Rally Championship    | World Rally Championship   | World Rally Championship    | World Rally Championship | World Rally Championship |
| -------------------------- | --------------------------- | -------------------------- | --------------------------- | ------------------------ | ------------------------ |
| 1                          | Thierry Neuville            | Martijn Wydaeghe           | Hyundai Shell Mobis WRT     | Hyundai i20 N Rally1     | H                        |
| 5                          | Sami Pajari                 | Marko Salminen             | Toyota Gazoo Racing WRT2    | Toyota GR Yaris Rally1   | H                        |
| 8                          | Ott Tänak                   | Martin Järveoja            | Hyundai Shell Mobis WRT     | Hyundai i20 N Rally1     | H                        |
| 9                          | Jourdan Serderidis          | Frédéric Miclotte          | M-Sport Ford WRT            | Ford Puma Rally1         | H                        |
| 13                         | Grégoire Munster            | Louis Louka                | M-Sport Ford WRT            | Ford Puma Rally1         | H                        |
| 16                         | Adrien Fourmaux             | Alexandre Coria            | Hyundai Shell Mobis WRT     | Hyundai i20 N Rally1     | H                        |
| 18                         | Takamoto Katsuta            | Aaron Johnston             | Toyota Gazoo Racing WRT     | Toyota GR Yaris Rally1   | H                        |
| 33                         | Elfyn Evans                 | Scott Martin               | Toyota Gazoo Racing WRT     | Toyota GR Yaris Rally1   | H                        |
| 55                         | Josh McErlean               | Eoin Treacy                | M-Sport Ford WRT            | Ford Puma Rally1         | H                        |
| 69                         | Kalle Rovanperä             | Jonne Halttunen            | Toyota Gazoo Racing WRT     | Toyota GR Yaris Rally1   | H                        |
| World Rally Championship 2 |                             |                            |                             |                          |                          |
| 20                         | Oliver Solberg              | Elliott Edmondson          | Printsport                  | Toyota GR Yaris Rally2   | H                        |
| 21                         | Fabrizio Zaldivar           | Marcelo Der Ohannesian     | Fabrizio Zaldivar           | Škoda Fabia RS Rally2    | H                        |
| 22                         | Gus Greensmith              | Jonas Andersson            | Gus Greensmith              | Škoda Fabia RS Rally2    | H                        |
| 23                         | Jan Solans                  | Rodrigo Sanjuan de Eusebio | PH.Ph                       | Toyota GR Yaris Rally2   | H                        |
| 24                         | Kajetan Kajetanowicz        | Maciej Szczepaniak         | Kajetan Kajetanowicz        | Toyota GR Yaris Rally2   | H                        |
| 25                         | Diego Domínguez Jr          | Rogelio Peñate             | Diego Domínguez Jr          | Toyota GR Yaris Rally2   | H                        |
| 26                         | Karan Patel                 | Tauseef Khan               | Karan Patel                 | Škoda Fabia R5           | H                        |
| 27                         | Daniel Chwist               | Kamil Heller               | Daniel Chwist               | Škoda Fabia RS Rally2    | H                        |
| 28                         | Carl Tundo                  | Tim Jessop                 | Carl Tundo                  | Ford Fiesta R5           | H                        |
| 29                         | Jeremiah Wahome             | Victor Okundi              | Jeremiah Wahome             | Škoda Fabia RS Rally2    | H                        |
| 30                         | Hamza Anwar                 | Adnan Din                  | Hamza Anwar                 | Ford Fiesta R5           | H                        |
| 31                         | Miguel Díaz-Aboitiz         | Miquel Ibáñez Sotos        | PH.Ph                       | Škoda Fabia RS Rally2    | H                        |
| 32                         | George Vassilakis           | Allan Harryman             | George Vassilakis           | Ford Fiesta Rally2       | H                        |
| 34                         | Samman Singh Vohra          | Drew Sturrock              | Samman Singh Vohra          | Škoda Fabia Rally2 evo   | H                        |
| 35                         | Fernando Álvarez Castellano | José Luis Díaz             | Fernando Álvarez Castellano | Škoda Fabia RS Rally2    | H                        |
| 36                         | Aakif Virani                | Zahir Shah                 | Aakif Virani                | Škoda Fabia R5           | H                        |
| World Rally Championship 3 |                             |                            |                             |                          |                          |
| 37                         | Nikhil Sachania             | Deep Patel                 | Nikhil Sachania             | Ford Fiesta Rally3       | H                        |
| 38                         | Naveen Puligilla            | Musa Sherif                | Naveen Puligilla            | Ford Fiesta Rally3       | H                        |
| Fuente: ewrc-results.com   |                             |                            |                             |                          |                          |

## Itinerario
| Día                      | Tramo | Nombre                           | Distancia | Ganador de la etapa | Automóvil              | Tiempo  | Líder de la general |
| ------------------------ | ----- | -------------------------------- | --------- | ------------------- | ---------------------- | ------- | ------------------- |
| Día 1 (19 de marzo)      | -     | Sleeping Warrior SEZ (Shakedown) | 5.00 km   | Kalle Rovanperä     | Toyota GR Yaris Rally1 | 4:34.5  | -                   |
| Día 2 (20 de marzo)      | SS1   | Super Special Kasarani           | 4.76 km   | Elfyn Evans         | Toyota GR Yaris Rally1 | 3:09.0  | Elfyn Evans         |
| Día 2 (20 de marzo)      | SS2   | Mzabibu 1                        | 8.15 km   | Ott Tänak           | Hyundai i20 N Rally1   | 6:41.1  | Ott Tänak           |
| Día 2 (21 de marzo)      | SS3   | Camp Moran 1                     | 32.20 km  | Ott Tänak           | Hyundai i20 N Rally1   | 25:57.3 | Ott Tänak           |
| Día 2 (21 de marzo)      | SS4   | Loldia 1                         | 19.11 km  | Ott Tänak           | Hyundai i20 N Rally1   | 14:29.8 | Ott Tänak           |
| Día 2 (21 de marzo)      | SS5   | Kengen Geothermal 1              | 13.12 km  | Kalle Rovanperä     | Toyota GR Yaris Rally1 | 7:03.4  | Ott Tänak           |
| Día 2 (21 de marzo)      | SS6   | Kedong 1                         | 15.10 km  | Ott Tänak           | Hyundai i20 N Rally1   | 7:21.4  | Ott Tänak           |
| Día 2 (21 de marzo)      | SS7   | Camp Moran 2                     | 32.20 km  | Thierry Neuville    | Hyundai i20 N Rally1   | 25:56.9 | Ott Tänak           |
| Día 2 (21 de marzo)      | SS8   | Loldia 2                         | 19.11 km  | Ott Tänak           | Hyundai i20 N Rally1   | 14:23.6 | Ott Tänak           |
| Día 2 (21 de marzo)      | SS9   | Kengen Geothermal 2              | 13.12 km  | Kalle Rovanperä     | Toyota GR Yaris Rally1 | 6:57.9  | Elfyn Evans         |
| Día 2 (21 de marzo)      | SS10  | Kedong 2                         | 15.10 km  | Kalle Rovanperä     | Toyota GR Yaris Rally1 | 7:24.2  | Elfyn Evans         |
| Día 4 (22 de marzo)      | SS11  | Sleeping Warrior 1               | 26.88 km  | Elfyn Evans         | Toyota GR Yaris Rally1 | 16:20.0 | Elfyn Evans         |
| Día 4 (22 de marzo)      | SS12  | Elmenteita 1                     | 17.31 km  | Elfyn Evans         | Toyota GR Yaris Rally1 | 11:31.7 | Elfyn Evans         |
| Día 4 (22 de marzo)      | SS13  | Soysambu 1                       | 29.32 km  | Takamoto Katsuta    | Toyota GR Yaris Rally1 | 17:36.0 | Elfyn Evans         |
| Día 4 (22 de marzo)      | SS14  | Sleeping Warrior 2               | 26.88 km  | Takamoto Katsuta    | Toyota GR Yaris Rally1 | 18:23.2 | Elfyn Evans         |
| Día 4 (22 de marzo)      | SS15  | Elmenteita 2                     | 17.31 km  | Grégoire Munster    | Ford Puma Rally1       | 11:11.4 | Elfyn Evans         |
| Día 4 (22 de marzo)      | SS16  | Soysambu 2                       | 29.32 km  | Ott Tänak           | Hyundai i20 N Rally1   | 20:19.1 | Elfyn Evans         |
| Día 5 (23 de marzo)      | SS17  | Mzabibu 2                        | 8.27 km   | Ott Tänak           | Hyundai i20 N Rally1   | 6:43.4  | Elfyn Evans         |
| Día 5 (23 de marzo)      | SS18  | Oserengoni 1                     | 18.33 km  | Takamoto Katsuta    | Toyota GR Yaris Rally1 | 11:11.1 | Elfyn Evans         |
| Día 5 (23 de marzo)      | SS19  | Hell's Gate 1                    | 10.53 km  | Adrien Fourmaux     | Hyundai i20 N Rally1   | 5:34.8  | Elfyn Evans         |
| Día 5 (23 de marzo)      | SS20  | Oserengoni 2                     | 18.33 km  | Takamoto Katsuta    | Toyota GR Yaris Rally1 | 11:00.5 | Elfyn Evans         |
| Día 5 (23 de marzo)      | SS21  | Hell's Gate 2 (Power Stage)      | 10.53 km  | Adrien Fourmaux     | Hyundai i20 N Rally1   | 5:38.2  | Elfyn Evans         |
| Fuente: ewrc-results.com |       |                                  |           |                     |                        |         |                     |

### Power stage
El power stage fue una etapa de 10.53 km al final del rally. Se otorgaron puntos adicionales del Campeonato Mundial a los cinco más rápidos.
| Pos. | Piloto           | Copiloto         | Coche                  | Equipo                   | Tiempo | Puntos |
| ---- | ---------------- | ---------------- | ---------------------- | ------------------------ | ------ | ------ |
| 1    | Adrien Fourmaux  | Alexandre Coria  | Hyundai i20 N Rally1   | Hyundai Shell Mobis WRT  | 5:38.2 | 5      |
| 2    | Thierry Neuville | Martijn Wydaeghe | Hyundai i20 N Rally1   | Hyundai Shell Mobis WRT  | +1.3   | 4      |
| 3    | Ott Tänak        | Martin Järveoja  | Hyundai i20 N Rally1   | Hyundai Shell Mobis WRT  | +4.9   | 3      |
| 4    | Grégoire Munster | Louis Louka      | Ford Puma Rally1       | M-Sport Ford WRT         | +9.3   | 2      |
| 5    | Sami Pajari      | Marko Salminen   | Toyota GR Yaris Rally1 | Toyota Gazoo Racing WRT2 | +11.1  | 1      |

## Clasificación final
| World Rally Championship   | World Rally Championship | World Rally Championship   | World Rally Championship | World Rally Championship | World Rally Championship | World Rally Championship | World Rally Championship |
| Pos.                       | Piloto                   | Copiloto                   | Automóvil                | Equipo                   | Tiempo                   | Diferencia               | Puntos                   |
| -------------------------- | ------------------------ | -------------------------- | ------------------------ | ------------------------ | ------------------------ | ------------------------ | ------------------------ |
| 1                          | Elfyn Evans              | Scott Martin               | Toyota GR Yaris Rally1   | Toyota Gazoo Racing WRT  | 4:20:03.8                | -                        | 27                       |
| 2                          | Ott Tänak                | Martin Järveoja            | Hyundai i20 N Rally1     | Hyundai Shell Mobis WRT  | 4:21:13.7                | +1:09.9                  | 20                       |
| 3                          | Thierry Neuville         | Martijn Wydaeghe           | Hyundai i20 N Rally1     | Hyundai Shell Mobis WRT  | 4:23:35.8                | +3:32.0                  | 19                       |
| 4                          | Sami Pajari              | Marko Salminen             | Toyota GR Yaris Rally1   | Toyota Gazoo Racing WRT2 | 4:27:22.5                | +7:18.7                  | 12                       |
| 5                          | Grégoire Munster         | Louis Louka                | Ford Puma Rally1         | M-Sport Ford WRT         | 4:31:39.1                | +11:35.3                 | 10                       |
| 6                          | Gus Greensmith           | Jonas Andersson            | Škoda Fabia RS Rally2    | Gus Greensmith           | 4:34:15.4                | +14:11.6                 | 8                        |
| 7                          | Jan Solans               | Rodrigo Sanjuan de Eusebio | Toyota GR Yaris Rally2   | PH.Ph                    | 4:37:30.4                | +17:26.6                 | 6                        |
| 8                          | Jourdan Serderidis       | Frédéric Miclotte          | Ford Puma Rally1         | M-Sport Ford WRT         | 4:48:49.3                | +28:45.5                 | 4                        |
| 9                          | Fabrizio Zaldivar        | Marcelo Der Ohannesian     | Škoda Fabia RS Rally2    | Fabrizio Zaldivar        | 4:55:42.6                | +35:38.8                 | 2                        |
| 10                         | Josh McErlean            | Eoin Treacy                | Ford Puma Rally1         | M-Sport Ford WRT         | 4:57:19.6                | +37:15.8                 | 1                        |
| World Rally Championship 2 |                          |                            |                          |                          |                          |                          |                          |
| 1 (6.)                     | Gus Greensmith           | Jonas Andersson            | Škoda Fabia RS Rally2    | Gus Greensmith           | 4:34:15.4                | -                        | 25                       |
| 2 (7.)                     | Jan Solans               | Rodrigo Sanjuan de Eusebio | Toyota GR Yaris Rally2   | PH.Ph                    | 4:37:30.4                | +3:15.0                  | 18                       |
| 3 (9.)                     | Fabrizio Zaldivar        | Marcelo Der Ohannesian     | Škoda Fabia RS Rally2    | Fabrizio Zaldivar        | 4:55:42.6                | +21:27.2                 | 15                       |
| 4 (11.)                    | Daniel Chwist            | Kamil Heller               | Škoda Fabia RS Rally2    | Daniel Chwist            | 5:05:13.5                | +30:58.1                 | 12                       |
| 5 (12.)                    | Oliver Solberg           | Elliott Edmondson          | Toyota GR Yaris Rally2   | Printsport               | 5:09:23.7                | +35:08.3                 | 10                       |
| 6 (13.)                    | Kajetan Kajetanowicz     | Maciej Szczepaniak         | Toyota GR Yaris Rally2   | Kajetan Kajetanowicz     | 5:27:47.0                | +53:31.6                 | 8                        |
| 7 (14.)                    | Carl Tundo               | Tim Jessop                 | Ford Fiesta R5           | Carl Tundo               | 5:31:02.0                | +56:46.6                 | 6                        |
| 8 (15.)                    | Jeremiah Wahome          | Victor Okundi              | Škoda Fabia RS Rally2    | Jeremiah Wahome          | 5:49:32.8                | +1:15:17.4               | 4                        |
| 9 (17.)                    | Miguel Díaz-Aboitiz      | Miquel Ibáñez Sotos        | Škoda Fabia RS Rally2    | PH.Ph                    | 6:36:30.5                | +2:02:15.1               | 2                        |
| 10 (19.)                   | Samman Singh Vohra       | Drew Sturrock              | Škoda Fabia Rally2 evo   | Samman Singh Vohra       | 6:53:59.8                | +2:19:44.4               | 1                        |
| World Rally Championship 3 |                          |                            |                          |                          |                          |                          |                          |
| 1 (20.)                    | Nikhil Sachania          | Deep Patel                 | Ford Fiesta Rally3       | Nikhil Sachania          | 7:04:36.9                | -                        | 25                       |
| Fuente: ewrc-results.com   |                          |                            |                          |                          |                          |                          |                          |